# 山形市議会
山形市議会（やまがたしぎかい）は、山形県の県庁所在地である山形市の議会である。

## 概要
- 定数：33人[1]
- 任期：4年。議会解散が実施されれば任期満了前であっても議員任期は終了する。
- 前回選挙：2023年（令和5年）4月23日選挙[2]

- 選挙区：市全体を1選挙区とする大選挙区制（単記非移譲式）
- 所在地：山形県山形市旅篭町二丁目3番25号（山形市役所3階）
- 議長： 丸子善弘（2025年4月～）
- 副議長：菊地健太郎（2025年4月～）
- 主な役割：審議、議決、一般質問、代表質問、政策提言、同意、市政のチェック、請願や陳情の審査、意見書の提出、調査研究、充て職、行政行事出席、行政視察等

### 委員会
- 議会運営委員会
- 広報広聴委員会
- 議会図書室運営委員会
- 議会改革検討委員会

#### 常任委員会
- 総務常任委員会
- 厚生常任委員会
- 産業文教常任委員会
- 環境建設常任委員会

#### 特別委員会
- 予算特別委員会
- 決算特別委員会
- 防災対策特別委員会
- まちづくり・有害鳥獣対策特別委員会

### 定例会
- 3月、6月、9月、12月

### 事務局
- 議会事務局
  - 総務課
    - 庶務係
    - 議員厚生係

  - 議事課
    - 議事係
    - 調査係

## 会派
| 会派名            | 議員数 | 所属党派                    | 議員名（◎は代表者）                                                                                                   | 女性議員数 | 女性議員の比率(%) |
| ----------------- | ------ | --------------------------- | --- | ---------- | ----------------- |
| 新翔会            | 13     | 自由民主党                  | ◎浅野弥史 仁藤俊 佐藤清徳 井上和行 阿久津優 高橋正樹 高野英昭 石山廣昭 鈴木進 田中英子 中野信吾 鈴木善太郎 長谷川幸司 | 2          | 15.38             |
| 緑政会            | 5      | 国民民主党2 無所属          | ◎渋江朋博 武田聡 小野仁 渡辺元 斎藤淳一                                                                               | 0          | 0                 |
| 未来やまがた      | 5      | 立憲民主党                  | ◎髙橋昭弘 遠藤吉久 荒井拓也 長澤愛 髙橋康輔                                                                           | 1          | 20                |
| 山形市議会 公明党 | 3      | 公明党                      | ◎武田新世 松田孝男 中川智子                                                                                           | 1          | 33.33             |
| 令政会            | 3      | 無所属                      | ◎高橋公夫 斉藤栄治 小田賢嗣                                                                                           | 0          | 0                 |
| （無会派）        | 2      | 日本共産党                  | 阿曽隆 佐藤亜希子 | 1          | 50                |
| （無会派）        | 2      | （自由民主党 議長・副議長） | 丸子善弘 菊地健太郎                                                                                                   | 0          | 0                 |
| 計                | 33     |                             | | 5          | 15.16             |

（令和7年4月16日現在）

## 議員報酬等
| 役職   | 議員報酬        | 政務活動費  |
| ------ | --------------- | ----------- |
| 議長   | 月額 74万0000円 | 月額 10万円 |
| 副議長 | 月額 69万0000円 | 月額 10万円 |
| 議員   | 月額 64万0000円 | 月額 10万円 |

- 別途、年2回期末手当あり
- 政務活動費の残金は市に返還する義務がある
- 議員年金は2011年（平成23年）6月1日で廃止されている

## 歴代議長[6]
| 代   | 氏名         | 就任             | 備考 |
| ---- | ------------ | ---------------- | ---- |
| 初   | 重野謙次郎   | 明治22年6月16日  |      |
| ２   | 坂東東一郎   | 明治24年2月19日  |      |
| ３   | 斯波久兵衛   | 明治25年12月     |      |
| ４   | 坂東東一郎   | 明治28年1月4日   |      |
| ５   | 斯波久兵衛   | 明治36年５月6日  |      |
| ６   | 国井常吉     | 明治37年6月11日  |      |
| ７   | 西野慎一     | 明治40年6月      |      |
| ８   | 渡辺正三郎   | 大正元年8月      |      |
| ９   | 叶内長兵衛   | 大正14年6月15日  |      |
| １０ | 大内有恒     | 昭和17年6月20日  |      |
| １１ | 市村利兵衛   | 昭和19年12月25日 |      |
| １２ | 武田市兵衛   | 昭和21年12月4日  |      |
| １３ | 加藤市左衛門 | 昭和22年5月14日  |      |
| １４ | 山本竹司     | 昭和26年5月      |      |
| １５ | 市村利兵衛   | 昭和34年5月15日  |      |
| １６ | 山本竹司     | 昭和38年5月15日  |      |
| １７ | 田代洗太郎   | 昭和40年5月31日  |      |
| １８ | 本田権之助   | 昭和42年5月15日  |      |
| １９ | 大宮貞吉     | 昭和44年5月24日  |      |
| ２０ | 佐藤義雄     | 昭和46年5月14日  |      |
| ２１ | 新関善八     | 昭和48年5月21日  |      |
| ２２ | 佐藤義雄     | 昭和49年3月11日  |      |
| ２３ | 黒木好太郎   | 昭和50年5月15日  |      |
| ２４ | 矢田目安晴   | 昭和54年5月15日  |      |
| ２５ | 石山孫六     | 昭和56年5月15日  |      |
| ２６ | 設楽信也     | 昭和58年5月17日  |      |
| ２７ | 村井清彦     | 昭和60年5月17日  |      |
| ２８ | 古瀬半十郎   | 昭和62年5月15日  |      |
| ２９ | 高橋庄左衛門 | 平成元年5月19日  |      |
| ３０ | 荒井健二     | 平成3年5月21日   |      |
| ３１ | 加藤正       | 平成5年5月21日   |      |
| ３２ | 大沢久       | 平成7年5月17日   |      |
| ３３ | 佐藤稔       | 平成9年5月19日   |      |
| ３４ | 中村幸雄     | 平成11年5月19日  |      |
| ３５ | 武田一夫     | 平成13年5月14日  |      |
| ３６ | 枝松昭雄     | 平成15年5月16日  |      |
| ３７ | 阿部喜之助   | 平成17年5月19日  |      |
| ３８ | 酒井靖悦     | 平成19年5月15日  |      |
| ３９ | 斎藤淳一     | 平成21年5月14日  |      |
| ４０ | 加藤正       | 平成23年5月17日  |      |
| ４１ | 加藤賢一     | 平成25年5月17日  |      |
| ４２ | 石澤秀夫     | 平成27年5月19日  |      |
| ４３ | 渡邊元       | 平成29年5月19日  |      |
| ４４ | 斎藤武弘     | 令和元年5月17日  |      |
| ４５ | 鈴木善太郎   | 令和3年5月20日   |      |
| ４６ | 長谷川幸司   | 令和5年5月18日   |      |
| ４７ | 丸子善弘     | 令和7年4月       |      |

## 定数の推移
2002年（平成14年）以前は「山形市議会議員の定数を減少する条例」によって、2003年（平成15年）以降「山形市議会議員定数条例」によって定数が決められている。
- 1951年（昭和26年）4月23日選挙 - 36人
- 1955年（昭和30年）4月30日選挙 - 40人
- 2003年（平成15年）4月27日選挙 - 40人→38人
- 2007年（平成19年）4月22日選挙 - 38人→35人
- 2015年（平成27年）4月26日選挙 - 35人→33人

## 議会出身者
- 長谷川直則（貴族院議員）
- 安達良助（参議院議員）
- 大石五郎（衆議院議員）
- 佐々木春作（衆議院議員）
- 重野謙次郎（衆議院議員）
- 林兎喜太郎（山形市長）
- 大沼保吉（山形市長）
- 大内有恒（山形市長）
- 叶内長兵衛（殖産相互銀行社長）
- 奈良村正則（元山形県会議員）

## その他
- 花笠議会[9] - 山形花笠まつりを盛り上げることを目的として、7月臨時会を花笠議会として開催。議場を花笠やちょうちん、ポスターなどで飾り付けし、議員と市執行部職員が花笠等がデザインされた法被を着用している。[10]
- 令和7年5月21日、丸子善弘議長が山形市議会議長として初めて全国市議会議長会会長（第66代）に選任されるとともに、山形県内からの就任も初めてのこととなった。[11]